# 출가자

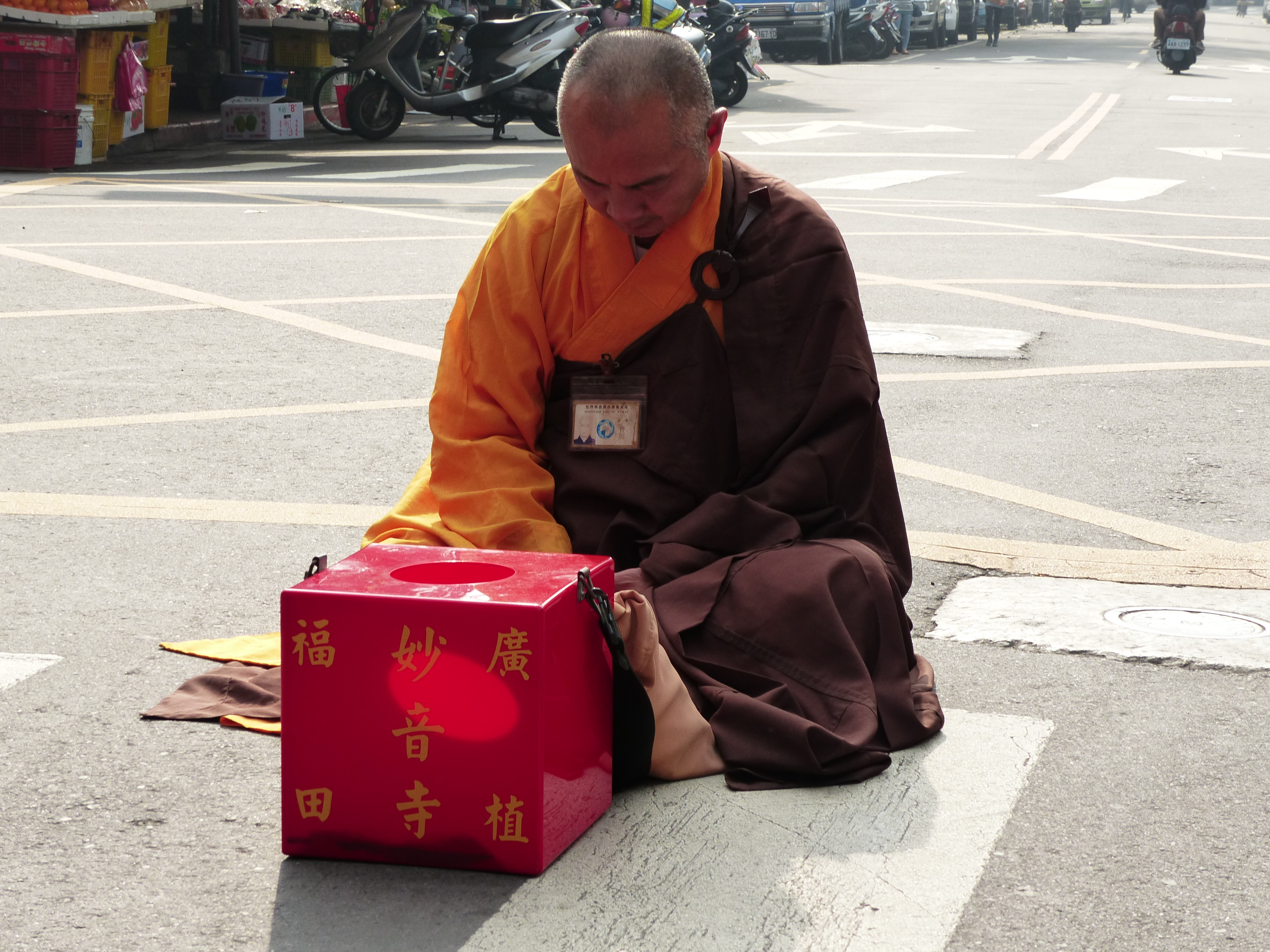

출가자(出家者)는 종교적 금욕주의를 실천하는 사람으로, 수많은 다른 출가자들과 함께 또는 혼자 떨어져 산다. 출가자는 그의 삶을 오로지 다른 생물들을 위해 헌신하기로 결심한 사람일 수도 있고, 자발적으로 주류 사회를 떠나 기도와 명상을 하기로 결심한 사람일 수도 있다. 이러한 개념은 동방 기독교, 서방 기독교(로마 가톨릭, 성공회, 루터교), 불교, 자이나교, 비슈누파 등의 수많은 종교와 철학에서 관찰할 수 있다.

## 같이 보기
- 출가